# Sobraon
Sobraon és una població del Panjab (Índia) situada al sud-est de Lahore i al sud d'Amritsar, a la riba occidental del Sutlej a l'extrem sud del districte de Tarn Taran. La població el 1901 era de 4.701 habitants.
La batalla de Sobraon es va lliurar a l'altre costat del riu, al districte de Firozpur. Sir Hugh Gough (després lord Gough) va derrotar decisivament el 10 de febrer de 1846 els sikhs, cosa que li va permetre ocupar Lahore i posar fi a la primera Guerra Sikh. Els sikhs tenien les seves posicions en aquesta banda de riu i la rereguarda a la població de Sobraon; en la batalla els siikhs van lluitar fins a la mort del darrer home, i molt pocs van travessar el riu. El costat oriental del riu va quedar net de sikhs i els britànics van poder creuar a l'altre costat amb bots, en direcció a Lahore.